# Отрохове
О́трохове —  село в Україні, у Кролевецькій міській громаді Конотопського району Сумської області. Населення становить 86 осіб. До 2020 орган місцевого самоврядування — Мутинська сільська рада.

## Географія
Село Отрохове знаходиться за 9 км від міста Кролевець на автомобільній дорозі Т 1907. На відстані 1 км розташовані села Кащенкове, Кубахове, Жабкине і ліквідоване село Малинове.

## Символіка
На гербі зображені: козацький хрест символізує козацький хутір, сніп пшениці - після революції роздали землю селянам і утворилося багато хуторів, серп - сільське господарство є основним заняттям селян. 

## Історія
Село згадане у документах середини ХІХ ст. (1850-і роки) як козацький хутір Атрохов при урочищі Атрохове. 1859 року на хуторі було 4 двори та проживало 33 особи.
Після революції землю роздали селянам і на цих наділах почали селитися люди. Так з'явилися хутори: Веселі гори, Горохове, Жабчине, Кубахове, Кащенкове, Хоменкове, Отрохове, Кушнірівка. Отрохове було найбільшим населеним пунктом, тому тут були бригада, школа, магазин, медпункт, дитячий садок, клуб і млин. Це була центральна садиба.
12 червня 2020 року, відповідно до розпорядження Кабінету Міністрів України № 723-р «Про визначення адміністративних центрів та затвердження територій територіальних громад Сумської області», село увійшло до складу Кролевецької міської громади.
19 липня 2020 року, в результаті адміністративно-територіальної реформи та ліквідації Кролевецького району, увійшло до складу новоутвореного Конотопського району.

## Населення

### Мова
Розподіл населення за рідною мовою за даними :
| Мова       | Кількість | Відсоток |
| ---------- | --------- | -------- |
| українська | 85        | 98.84%   |
| російська  | 1         | 1.16%    |
| Усього     | 86        | 100%     |

## Відомі люди
- Віра Федорець - берегиня народних традицій.  З дитинства, маючі вокальні данні, вона завжди виступала на вечорах.  Закінчила Київський технікум легкої промисловості, 35 років віддала фабриці художнього ткацтва, пройшла сходинки від ткалі до заступника директора. Кілька років була культорганізатором територіального центру.
- Олександр Радевич - спортсмен, тренер з велоспорту в Конотопі. Виховав не одне покоління призерів  Його вихованці — призери Чемпіонату світу серед школярів, чемпіони Європи, Всесвітньої універсіади студентів, учасники Олімпійських ігор.